# Vytautas Kazimieras Jonynas
Vytautas Kazimieras Jonynas (ur. 10 marca 1907 w Ūdriji w rejonie olickim, zm. 4 grudnia 1997 w Wilnie) – litewski malarz, grafik, rzeźbiarz, ilustrator książek, projektant wnętrz i wykładowca.

## Życiorys
Po ukończeniu gimnazjum kontynuował naukę w latach 1923–1929 w Kownie w Szkole Sztuk Pięknych, studiując malarstwo u Adomas Varnasa, a grafikę u Adomasa Galdikasa. W latach 1931–1934 studiował w Paryżu, m.in. w Ècole Boulle. W 1935 roku powrócił do Kowna, gdzie wykładał w Szkole Sztuk Pięknych. W 1944 roku wyjechał do Niemiec, a w 1950 do Stanów Zjednoczonych. Zajmował się ilustrowaniem książek, projektował wnętrza obiektów sakralnych i wykładał na uczelniach, m.in. na Fordham University. W latach 90. powrócił na Litwę. Zmarł w Wilnie, pochowany jest na Cmentarzu Antokolskim. Został odznaczony w 1993 roku Krzyżem Komandorskim Orderu Wielkiego Księcia Giedymina. 
W Druskienikach znajduje się galeria jego imienia. 